# Motilal Banarsidass
Motilal Banarsidass (MLBD) — индийский издательский дом, основанный в 1903 году и являющийся крупнейшим издательством литературы по индологии и санскриту. Штаб-квартира издательства расположена в Нью-Дели.
Motilal Banarsidass занимается публикацией и дистрибуцией книжных серий и монографий по индийским религиям, индийской философии, культуре, истории, искусству, архитектуре, археологии, литературе, музыковедению, йоге, астрономии, астрологии и аюрведе. По данным на начало 2000-х годов издательство опубликовало более 5000 различных книг. Наиболее известные публикации издательства: Маха-пураны в 100 томах; «Священные книги Востока» Макса Мюллера в 50 томах; «Bibliotheca Buddhica» в 30 томах; «Рамачаритаманаса» на хинди и английском, «Ману-смрити» в 10 томах и «Encyclopedia of Indian Philosophies» в 7 томах.

## Публикации
- Sacred Books of the East (50 Volumes) edited by Max Müller (reprints, originally Oxford University Press);
- Indian Kavya Literature by A. K. Warder (10 Volumes, 6 Volumes already published);
- History of Indian Philosophy by S. N. Dasgupta (5 Volumes);
- Aspects of Political Ideas and Institutions in Ancient India by Ram Sharan Sharma[англ.] (Fifth revised edition, 2005)
- Sudras in Ancient India: A Social History of the Lower Order Down to Circa A D 600 by Ram Sharan Sharma (Third Revised Edition, Delhi, 1990; Reprint, Delhi, 2002)
- Ancient Indian Tradition and Mythology (English translation of the Mahapuranas, 60 Volumes already published);
- Buddhist Tradition Series, edited by Alex Wayman[англ.] (30 Volumes);
- MLBD Series in Linguistics, edited by Dhanesh Jain (10 Volumes);
- Lala Sundar Lal Jain Research Series edited by Dayanand Bhargava (10 Volumes already published).
- Advaita Tradition Series by Shoun Hino & K.P. Jog (8 Volumes already published);
- Performing Arts Series edited by Farlay P. Richmond (7 Volumes already published).
- Wisdom of Sankara Series by Som Raj Gupta (2 Volumes published);
- Kalamulasastra Series (21 Volumes published).
- Bibliotheca Buddhica (30 Volumes in 32 pts) ed. Sergey Oldenburg, Fyodor Shcherbatskoy, (reprints, originally St. Petersburg)
- Encyclopedia of Indian Philosophies (7 Volumes already published).
- Mani, Vettam. Puranic Encyclopedia. 1st English ed. New Delhi, 1975.